# Joaquim Benedito de Queirós Teles
Joaquim Benedito de Queirós Teles, primeiro e único barão de Japi (Jundiaí, 10 de junho de 1819 — São Paulo, 25 de julho de 1888) foi um cafeicultor, juiz de paz e político brasileiro.
Filho de Antônio de Queirós Teles, barão de Jundiaí, e Ana Leduína de Morais Jordão, e irmão do conde de Parnaíba, Antônio de Queirós Teles e da segunda baronesa de Jundiaí, Ana Joaquina do Prado Fonseca. Casou-se com sua tia materna Maria Januária de Moraes.
Produtor de café em Jundiaí, foi vereador em São Paulo, onde presidiu a Câmara Municipal diversas vezes. Foi também deputado provincial em duas legislaturas e tenente-coronel da Guarda Nacional.
Foi agraciado com o título de barão em 7 de maio de 1887 (D.Pedro II). Era também cavaleiro da Imperial Ordem de Cristo.